# Champagne (Ardèche)
Champagne ist eine französische Gemeinde mit 621 Einwohnern (Stand 1. Januar 2022) im Département Ardèche in der Region Auvergne-Rhône-Alpes.
Ihre Bewohner werden Champonais(es) genannt.

## Geografie
Champagne liegt im äußersten Norden des Départements Ardèche, am rechten Ufer der Rhone und damit an der Grenze zum benachbarten Département Drôme. Nachbargemeinden sind Peyraud im Norden, Saint-Rambert-d’Albon im Osten, Andancette im Südosten, Saint-Désirat im Süden sowie Bogy im Westen. Die nächstgrößere Stadt ist Annonay in elf Kilometern Entfernung Richtung Südwesten.

## Geschichte
Champagne war im Mittelalter in Besitz der Grafen von Albon. Zu Beginn des 14. Jahrhunderts führte man in der Gemeinde eine Charta zur allgemeinen Gebührenfreiheit ein. Bis zum Jahre 1789 war der Ort eine Enklave der Provinz Dauphiné im Königreich Frankreich.

### Bevölkerungsentwicklung
| Jahr                       | 1962 | 1968 | 1975 | 1982 | 1990 | 1999 | 2007 | 2016 |
| Einwohner                  | 287  | 294  | 320  | 345  | 406  | 488  | 574  | 613  |
| Quellen: Cassini und INSEE |      |      |      |      |      |      |      |      |

## Kultur und Sehenswürdigkeiten

### Klosterkirche St. Pierre

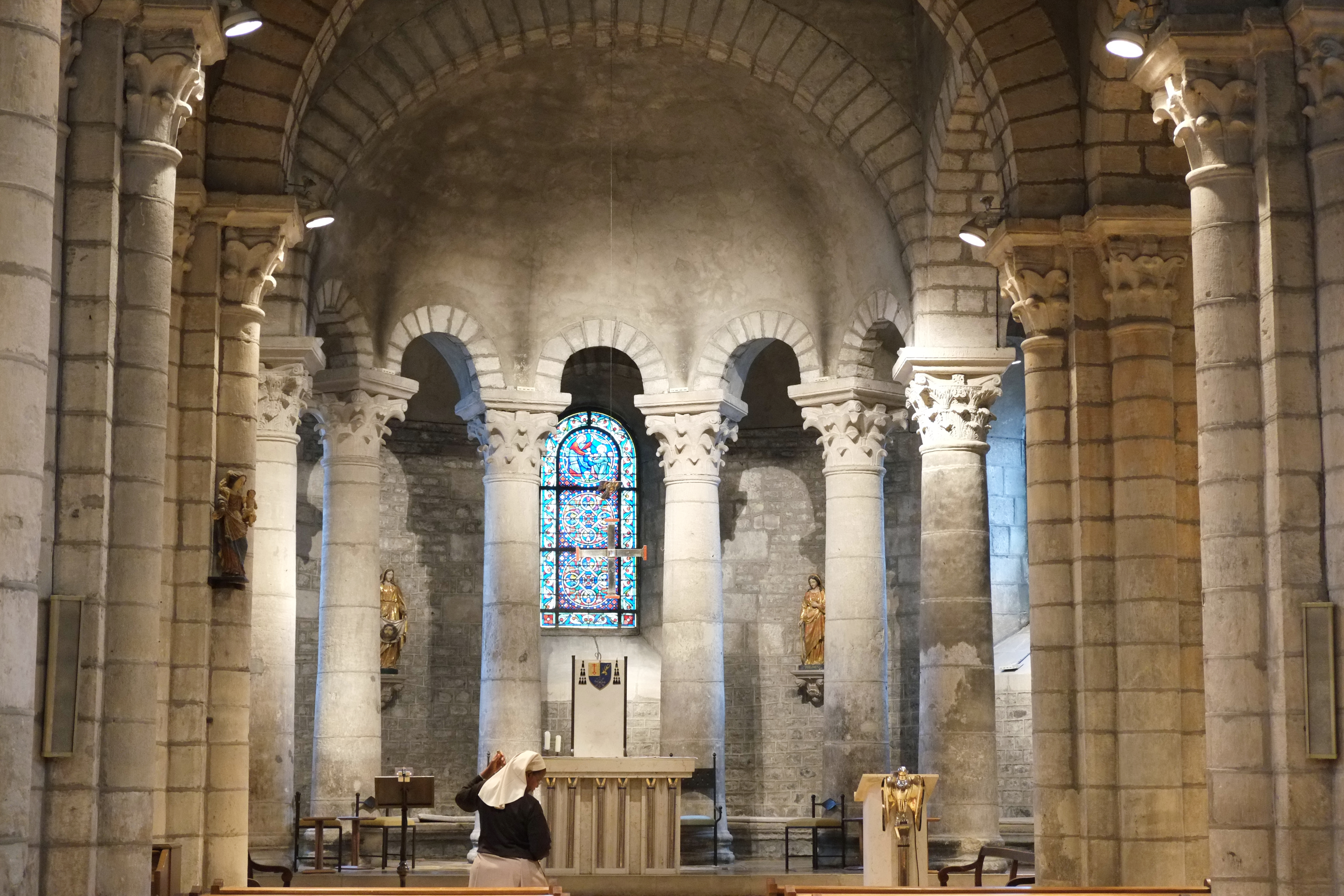
Chor der Abteikirche Saint-Pierre

Über die Grenzen der Region bekannt geworden ist die Gemeinde vor allem für die romanische Kirche Saint-Pierre, die im 11. und 12. Jahrhundert erbaut wurde. Sie ist eine der drei einzigen Kirchen in Frankreich, deren Kirchenschiff von Kuppeln über Trompen bedeckt ist. Das Meisterwerk der romanischen Kunst war zunächst als befestigte Kirche gedacht. Daher wurde der Chorstuhl erst im 15. Jahrhundert angebaut. Besonders sehenswert sind die eingravierten Reliefs, die Fantasietiere und menschliche Gestalten zeigen.
Gegen 1026 fand in der Kirche die Wiedervereinigung der Bischöfe des Königreichs Burgund statt. Seitdem gehörte die Kirche den mächtigen Grafen von Albon. Anschließend wurde sie Priorat der Abtei Saint-Chef im Département Isère, ab 1328 einfache Pfarrkirche. 1968 wurde sie wieder Klosterkirche und ist heute Abteikirche der Augustiner-Chorherren vom Hl. Victor (Viktoriner).

### Alter Fährhafen
Eine weitere Sehenswürdigkeit ist der Stein zum Gedenken an den alten Fährhafen der Gemeinde Pile du Bac à traille. Zwar ist der Hafen von Champagne in Texten vor 1347 nicht erwähnt worden, trotzdem zeugt ein Vertrag von 1255 zwischen dem amtierenden Grafen von Albon und dem Pfarrer von Champagne von der Existenz dieses Verkehrsweges. Zunächst diente dieser nur als Brücke zwischen der Dauphiné und ihrer Exklave an einem günstigen Standort, wo die Rhône am schmalsten ist und der Fluss aufgrund zweier Uferböschungen nicht übertreten kann. Später wurde aber auch Stapelware über den Fluss transportiert. Bis 1790 war der Hafen in Besitz des Erzbischofs von Vienne.
1816 wurde er durch eine große Fähre mit 14 Metern Länge und 3,6 Metern Breite ersetzt. Am 24. August 1896 war es jedoch ein Unfall, der dem Hafen ein Ende setzte: Der Führer des Schleppers Le Pilat vergaß den Schornstein in Höhe der Brücke zu senken und kollidierte mit dem Bauwerk. Durch die Erschütterung der Fähre wurden die Pfeiler am Ufer umgestoßen und die Brücke zerbrach in zahlreiche Stücke.